# Barakamon
Barakamon (jap. ばらかもん) ist eine Manga-Serie der Zeichnerin Satsuki Yoshino, die seit 2008 in Japan erscheint. Sie wurde 2014 als Anime-Fernsehserie umgesetzt und ist in die Genres Comedy und Slice of Life einzuordnen. Sie erhielt ein Spin-off namens Handa-kun, das ebenfalls als Anime-Serie umgesetzt wurde.
Der Begriff barakamon bezeichnet im Dialekt der Gotō-Inseln eine lebhafte Person.

## Handlung
Seishū Handa (半田 清舟) ist mit 23 Jahren bereits ein professioneller Kalligrafie-Künstler und hatte einige Erfolge. Als jedoch ein Kurator seine Arbeit als zu konservativ und dem Lehrbuch entsprechend einschätzt, schlägt er diesen aus Affekt. Sein Vater, ebenfalls ein erfolgreicher Kalligraf, schickt ihn daraufhin auf die Gotō-Inseln, damit er dort Demut und einen eigenen Stil lernt. Als er dort ankommt, ist Handa zunächst über die Rückständigkeit des Dorfes und die Ausdrucksweisen der Dorfbewohner erstaunt. Doch wird ihm auch viel Gastfreundschaft entgegengebracht.
Sein Haus ist jedoch von der siebenjährigen Naru Kotoishi (琴石 なる) „besetzt“, die dort gemeinsam mit ihren Freunden spielt. Zwar kann Handa einziehen, aber Naru und andere kehren immer wieder in das Haus zurück, sorgen für Unruhe. Naru selbst schließt den eigenbrötlerischen Handa schnell ins Herz und will ihn aufheitern. Zwar hält ihn das von der Arbeit ab, aber auch Handa beginnt, das Mädchen und ihre Freunde zu mögen. Hiroshi Kido (木戸 浩志), der jugendliche Sohn des Dorfvorsitzenden, bringt dem Künstler oft Essen, das seine Mutter für ihn gekocht hat, und freundet sich ebenso mit Handa an. Auch die beiden Mittelschülerinnen Hiroshi Kido (木戸 浩志) und Tamako Arai (新井 珠子) kommen oft vorbei, nicht selten in Begleitung von Naru, und lassen sich von Handa in der Kalligrafie unterweisen. So beginnt der Künstler das Landleben zu mögen und findet Freunde, etwas das er zuvor nicht gekannt hatte. 
Zunächst ist Handa noch entsetzt, als er bei einem Wettbewerb mit einem neuen Werk nur auf dem zweiten Platz landet – hinter einem noch jüngeren Künstler. Sein Freund und Manager Takao Kawafuji (川藤 鷹生) besucht ihn, mitsamt dem jüngeren Künstler, der ein Fan von Handa ist. Schließlich kommt Handa über seine Niederlage hinweg und kann auch seine kreative Blockade überwinden. Bald darauf kehrt Handa nach Tokio zurück. Mittlerweile fällt es ihm schwer, Abschied zu nehmen. Es gelingt Handa, sich beim Kurator zu entschuldigen, und er reicht Werke in seinem neuen Stil zu Wettbewerben ein. Zwar erreicht er diesmal nur noch schlechtere Platzierungen, ist jetzt aber motiviert und geht wieder auf die Insel zurück, um dort weiter zu arbeiten.

## Veröffentlichung
Das Werk erschien ursprünglich als One Shot im Manga-Magazin Gangan Powered des Verlags Square Enix am 22. Februar 2008 (Ausgabe 4/2008) mit Fortsetzungen in den Ausgaben 10/2008 und 4/2009 vom 21. Februar 2009. Am 21. Februar 2009 begann die Veröffentlichung als Serie im kostenlosen Online-Magazin Gangan Online. Ab dem 11. Juli 2014 (Ausgabe 8/2014) erschienen die Kapitel ebenfalls im Magazin Gekkan Shōnen Gangan. Im Dezember 2018 wurde der erste Teil der Serie abgeschlossen. Die Kapitel erschienen außerdem in Form von 18 Sammelbänden.
Seit dem 12. April 2023 wird die Serie im Magazin Gekkan Shōnen Gangan fortgesetzt.
Eine deutsche Übersetzung der ersten 18 Bände erschien von Januar 2019 bis Juni 2022 vollständig bei Altraverse. Die Serie erscheint bei Editions Ki-oon auf Französisch. Eine englische Übersetzung wurde von Yen Press angekündigt, eine chinesische von Ever Glory Publishing.
Vom 12. Oktober 2013 (Ausgabe 11/2013) bis 11. Juni 2016 (Ausgabe 7/2016) erschien im Magazin Gekkan Shōnen Gangan der Serienableger Handa-kun, der von Seishū Handas Zeit als Oberschüler erzählt. Zu dieser Serie wurden insgesamt sieben Sammelbände veröffentlicht.
Die Sammelbände verkauften sich in Japan jeweils über 200.000 mal. Auch der zweite Band von Handa-kun wurde mehr als 200.000-mal gekauft.

## Anime

### Barakamon
2014 produzierte das Studio Kinema Citrus unter der Regie von Masaki Tachibana eine Adaption des Mangas als Animeserie mit 12 Folgen. Bei der Koproduktion von Nippon TV und VAP waren Hiroyuki Ueno, Junnosuke Itō, Marina Sasaki und Toshio Nakatani als Produzenten verantwortlich. Die künstlerische Leitung lag bei Hiroshi Katō und Izumi Hoki. Das Drehbuch aller Folgen wurde von Pierre Sugiura geschrieben, während das Charakterdesign von Majiro entworfen wurde. Die Serie lief vom 6. Juli bis 28. September 2014 nach Mitternacht (und damit am vorigen Fernsehtag) auf Nippon TV, sowie mit bis zu zwei Wochen Versatz auch auf Nagasaki Kokusai TV, Sun Television, Hiroshima TV, Sapporo TV, Chūkyō TV, Miyagi TV und Fukuoka Hōsō. 
Die Musik der Serie wurde komponiert von Kenji Kawai. Der Vorspann wurde unterlegt mit dem Lied Rashisa (らしさ) von der Gruppe Super Beaver, für den Abspann verwendete man Innocence von NoisyCell. 

### Handa-kun
Das Manga-Spinoff wurde durch Studio Diomedéa unter der Regie von Yoshitaka Koyama ebenfalls als Animeserie adaptiert. Die 12 Folgen umfassende Serie lief vom 8. Juli bis 22. September 2016 nach Mitternacht auf TBS sowie mit einigen Tagen Versatz auch auf CBC TV und Mainichi Hōsō.
Die Musik stammt von Ken Itō. Der Vorspanntitel The LiBERTY stammt von der Rockband Fo’xTails und der Abspanntitel Hide-and-Seek von Ken’ichi Suzumura getextet und gesungen.

### Synchronsprecher
| Rolle          | Japanische Stimme (Seiyū) |
| -------------- | ------------------------- |
| Seishū Handa   | Daisuke Ono               |
| Naru Kotoishi  | Suzuko Hara               |
| Hiroshi Kido   | Kōki Uchiyama             |
| Miwa Yamamura  | Nozomi Furuki             |
| Tamako Arai    | Rumi Ōkubo                |
| Takao Kawafuji | Junichi Suwabe            |